# Блаквил
Блаквил (фр. Blacqueville) насеље је и општина у северној Француској у региону Горња Нормандија, у департману Приморска Сена која припада префектури Руан.
По подацима из 2011. године у општини је живело 611 становника, а густина насељености је износила 60,98 становника/km². Општина се простире на површини од 10,02 km². Налази се на средњој надморској висини од 115 метара (максималној 143 m, а минималној 37 m).

## Демографија
| 1962. | 1968. | 1975. | 1982. | 1990. | 1999. | 2011. |
| ----- | ----- | ----- | ----- | ----- | ----- | ----- |
| 337   | 340   | 288   | 446   | 529   | 536   | 611   |

График промене броја становника у току последњих година